# Avvakko (ort)

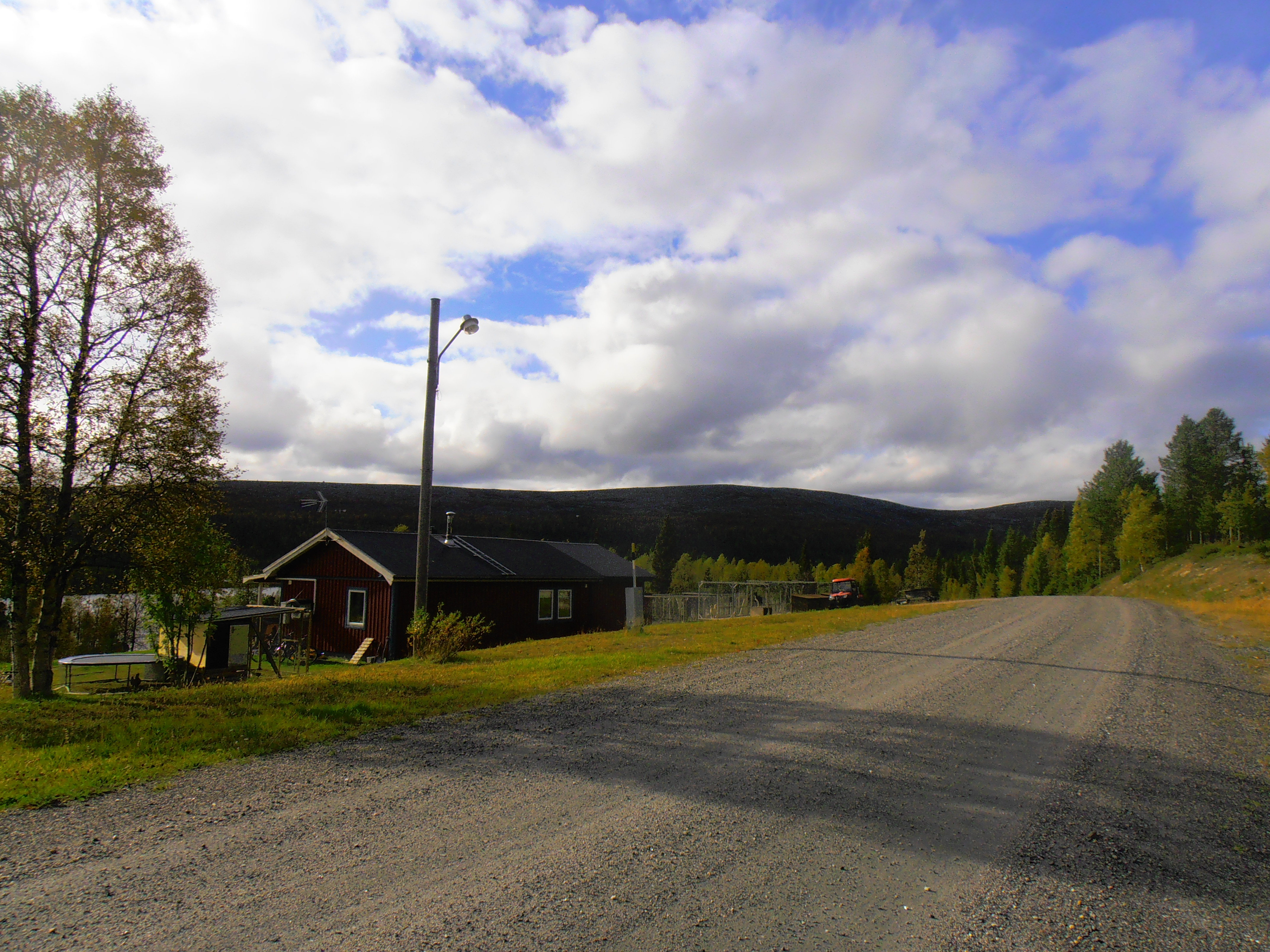
Avvakko med Avvakkotunturi i bakgrunden, september 2016.

Avvakko (även Auvakko) är en ort vid sjön Avvakko i Gällivare kommun, Norrbottens län.
Ortsnamnets betydelse är "öppning i skogen". Avvakkos föregångare var lappskattelandet Keppovuoma, som Keinosuandobon Mickel Hindersson 1739 köpte av samen Per Jönsson för 73 daler kopparmynt. Nybyggena Avvakko, Kilvo, Vettasjärvi, Stenträsk och Suobbat grundades senast 1750. I byn användes renen länge som transportmedel och den första hästen kom till orten omkring 1850. I augusti 2016 fanns det enligt Ratsit 16 personer över 16 år registrerade med Avvakko som adress.